# Хлопчик для биття

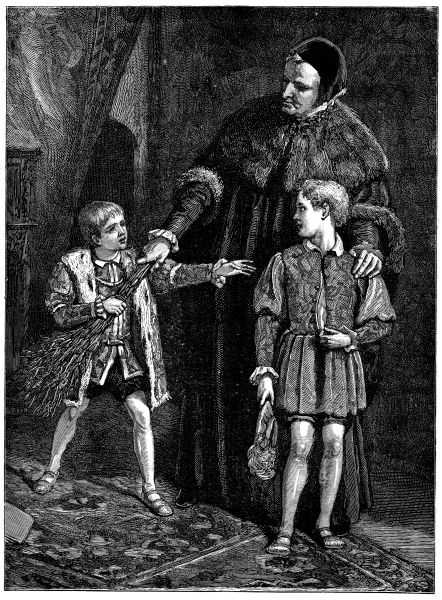
Едуард VI і хлопчик для биття

Хлопчик для биття (англ. whipping boy; нім. Prügelknabe) — хлопчик, якого карали, коли неповнолітня особа королівського походження зле поводилася або навчалася.
Хлопчики для биття існували при англійському дворі у XV і XVI століттях. Причиною появи хлопчиків для биття була ідея про божественні права королів, які буцімто призначалися Богом, отже, ніхто, окрім самого короля, не був гідний карати сина короля. Але оскільки король рідко опинявся поряд, щоб покарати сина, коли це було необхідно, вихователям принца було скрутно забезпечити дотримання правил вишколу.
Хлопчики для биття зазвичай були благородного походження, але не завжди — ним міг стати також сирота або підкидьок. Щоб така кара була ефективною, принц мав відчувати сильну емпатію до хлопчика для биття. Тому хлопчика для биття виховували разом із принцом від народження, він був його компаньйоном у грі та навчальних заняттях.
Вираз став крилатим. Зараз так називають того, кого змушують спокутувати чужу провину.

## У літературі
- У романі Марка Твена «Принц і жебрак» хлопчик для биття, не підозрюючи, що «принц» був самозванцем, допомагає йому «вишколюватися» у тонкощах придворного етикету.
- 1987 року дитячу книгу Сіда Флейшмана «Хлопчик для биття», де йдеться про стосунки принца і його хлопчика для биття, нагороджено «Медаллю Ньюбері».